# Deni Gajsumow
Deni Chasanowicz Gajsumow (ros. Дени Хасанович Гайсумов; ur. 6 lutego 1968 w Szali) – rosyjski i azerski pochodzenia czeczeńskiego piłkarz grający na pozycji lewego obrońcy. Był reprezentantem Azerbejdżanu.

## Kariera klubowa
Swoją karierę piłkarską Gajsumow rozpoczął w klubie Wajnach Szali. W latach 1985–1988 grał w nim w czwartej lidze radzieckiej. W 1989 roku przeszedł do Tereku Grozny. W latach 1989–1991 grał w nim we Wtorej lidze. W 1992 roku został piłkarzem Erzu Grozny. W sezonie 1992 awansował z nim z Wtoroj diwizion do Pierwyj diwizion. W Erzu grał do końca sezonu 1994.
Na początku 1995 Gajsumow przeszedł do rosyjskiego CSKA Moskwa. Swój debiut w nim w Priemjer-Lidze zaliczył 1 maja 1995 w zwycięskim 4:0 domowym meczu z Rostselmaszem Rostów. W CSKA spędził rok.
W 1996 roku Gajsumow występował w Sokole Saratów, a w 1997 roku najpierw grał w rezerwach Spartaka Moskwa, a następnie ponownie w CSKA. W latach 1997–2000 był piłkarzem Shabab Al-Ahli Dubaj ze Zjednoczonych Emiratów Arabskich. W 2001 roku był zawodnikiem kazachskiego FK Atyrau, z którym wywalczył wicemistrzostwo kraju. W 2002 roku wrócił do Tereku Grozny, z którym w sezonie 2004 awansował do Priemjer-Ligi. W 2005 roku zakończył w nim swoją karierę.
| Sezon   | Klub                 | Kraj                         | Rozgrywki        | Mecze | Gole |
| ------- | -------------------- | ---------------------------- | ---------------- | ----- | ---- |
| 1985    | Wajnach Szali        | ZSRR                         | IV liga          | ?     | ?    |
| 1986    | Wajnach Szali        | ZSRR                         | IV liga          | ?     | ?    |
| 1987    | Wajnach Szali        | ZSRR                         | IV liga          | ?     | ?    |
| 1988    | Wajnach Szali        | ZSRR                         | IV liga          | ?     | ?    |
| 1989    | Terek Grozny         | ZSRR                         | Wtoraja liga     | 8     | 0    |
| 1990    | Terek Grozny         | ZSRR                         | Wtoraja liga     | 40    | 0    |
| 1991    | Terek Grozny         | ZSRR                         | Wtoraja liga     | 38    | 0    |
| 1992    | Erzu Grozny          | Rosja                        | Wtoroj diwizion  | 29    | 0    |
| 1993    | Erzu Grozny          | Rosja                        | Pierwyj diwizion | 27    | 0    |
| 1994    | Erzu Grozny          | Rosja                        | Pierwyj diwizion | 17    | 1    |
| 1995    | CSKA Moskwa          | Rosja                        | Priemjer-Liga    | 10    | 2    |
| 1996    | Sokoł Saratów        | Rosja                        | Pierwyj diwizion | 32    | 1    |
| 1997    | Spartak-2 Moskwa     | Rosja                        | Amatorska liga   | 16    | 2    |
| 1997    | CSKA Moskwa          | Rosja                        | Priemjer-Liga    | 12    | 0    |
| 1997/98 | Shabab Al-Ahli Dubaj | Zjednoczone Emiraty Arabskie | UAE League       | ?     | ?    |
| 1998/99 | Shabab Al-Ahli Dubaj | Zjednoczone Emiraty Arabskie | UAE League       | ?     | ?    |
| 1999/00 | Shabab Al-Ahli Dubaj | Zjednoczone Emiraty Arabskie | UAE League       | ?     | ?    |
| 2001    | FK Atyrau            | Kazachstan                   | Priemjer Ligasy  | 30    | 0    |
| 2002    | Terek Grozny         | Rosja                        | Wtoroj diwizion  | 38    | 2    |
| 2003    | Terek Grozny         | Rosja                        | Pierwyj diwizion | 41    | 0    |
| 2004    | Terek Grozny         | Rosja                        | Pierwyj diwizion | 23    | 0    |
| 2005    | Terek Grozny         | Rosja                        | Priemjer-Liga    | 29    | 0    |

## Kariera reprezentacyjna
W reprezentacji Azerbejdżanu Gajsumow zadebiutował 15 listopada 1995 w zremisowanym 0:0 meczu eliminacji do Euro 96 z Polską, rozegranym w Trabzonie. Grał w również w eliminacjach do MŚ 1998 i do Euro 2000. Od 1995 do 1998 rozegrał w kadrze narodowej 24 mecze.